# إسكندرية ليه (فلم)
إسكندرية... ليه هو فيلم مصري للمخرج يوسف شاهين تم إنتاجه عام 1978 كتابة يوسف شاهين ومحسن زايد. هو الفيلم الأول في سلسلة أفلام يوسف شاهين التي تناول فيها سيرته الذاتية وهي إسكندرية... ليه؟، حدوتة مصرية، إسكندرية كمان وكمان وإسكندرية - نيويورك. يتميز هذا الفيلم أنه لا يروي سيرة يوسف شاهين فقط ولكنه يروي عن أسلوب الحياة في الإسكندرية في فترة الحرب العالمية الثانية أيضا.

## قصة الفيلم
الفيلم تناول أكثر من قصة، فتناول قصة يحيى المحب للتمثيل والذي عبر عن يوسف شاهين في فترة شبابه كما تناول طبيعة الحياة الاجتماعية في الإسكندرية وذلك عن طريق قصة حب بين شاب مصري وهو إبرهيم وفتاة يهودية وهي سارة. كما تطرق الفيلم للسياسة وذلك عن طريق قصة مجموعة من الشباب يريدون التخلص من الاحتلال الأنجليزي، وتطرق أيضا عن نشأة العصابات الصهيونية وكيف أن يحيى فقد صديقه بسبب انضمامه لهذه العصابات.
الفيلم يدعو إلى التسامح الديني كما رآه يوسف شاهين في صغره حين كان له صديق يهودي. كما يظهر شاهين في الفيلم شدة حبه للفن وتأثره بالسينما منذ الصغر.

## الممثلون
- محسن محي الدين في دور يحيى شكري
- عبد الله محمود في دور محسن
- أحمد زكي في دور إبراهيم
- نجلاء فتحي في دور سارة
- محمود المليجي في دور والد يحيى
- محسنة توفيق في دور والدة يحيى
- فريد شوقي في دور والد محسن
- عزت العلايلي في دور شاكر

|  |  | - يحيى شاهين - يوسف وهبي - عقيلة راتب - أحمد سلامة - عبد العزيز مخيون - زينب صدقي نينة - ليلى فوزي - عبد الوارث عسر - أسامة عباس |  | - محمد هنيدي دور صغير - أحمد عبد الوارث - أحمد بدير - زوزو حمدي الحكيم - نعيمة الصغير - علي عز الدين - حسن حسين - عايدة كامل - محمد أبو حشيش |  | - ليلي حمادة - نعيم عيسي - سميحة محمد - علي جوهر - سيف عبد الرحمن - عبد السلام محمد - أحمد محرز - رشاد عثمان - محمد شوقي |  | - انتيك ملكيور - جميل الطرابلسي - جون رودنبرج - روز ماري ثابت - مجدي سيف - فارت فهرام - بهير بدر - أميرة شريف - ايمان الجميل |

## روابط خارجية
- مقالات تستعمل روابط فنية بلا صلة مع ويكي بيانات